# AMR 35
Pour les articles homonymes, voir AMR et ZT.
L'automitrailleuse de reconnaissance Renault modèle 1935 ou AMR 35, désignée char léger rapide Renault type ZT par son constructeur, est un char léger français développé par Renault pendant l'entre-deux-guerres et utilisé pendant la Seconde Guerre mondiale.

## Conception

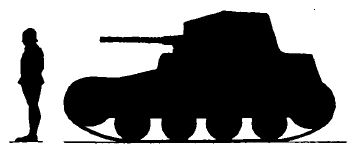
Plan de côté de l'AMR 35 ZT 1.

L'AMR 35 est une version dérivée de l'automitrailleuse Renault VM (ou AMR 33). Elle est plus grosse et possède un moteur à l'avant .
Les deux premiers prototypes sont des prototypes du VM modifiés, construits en 1933 et 1934. Le troisième prototype, neuf, est construit en tôle douce en 1934. Le moteur à 8 cylindres du VM est remplacé par un moteur Renault 22 CV utilisé sur les autobus et plus simple d'emploi. Le moteur finalement adopté, encore à l'étude en 1934 et sorti en avril 1935, est le modèle 447 22 CV à 4 cylindres développant 5,881 m3. Une première commande est passée le 17 mai 1934 et le premier exemplaire de série sort en mai 1935.
À l'exception de la variante ZT 4 colonies dont en juin 1940 seulement 47 sont sorties d'usine, les 200 AMR ZT 1/2/3 et ADF 1 seront livrées et opérationnelles en mai 1940,.

## Variantes

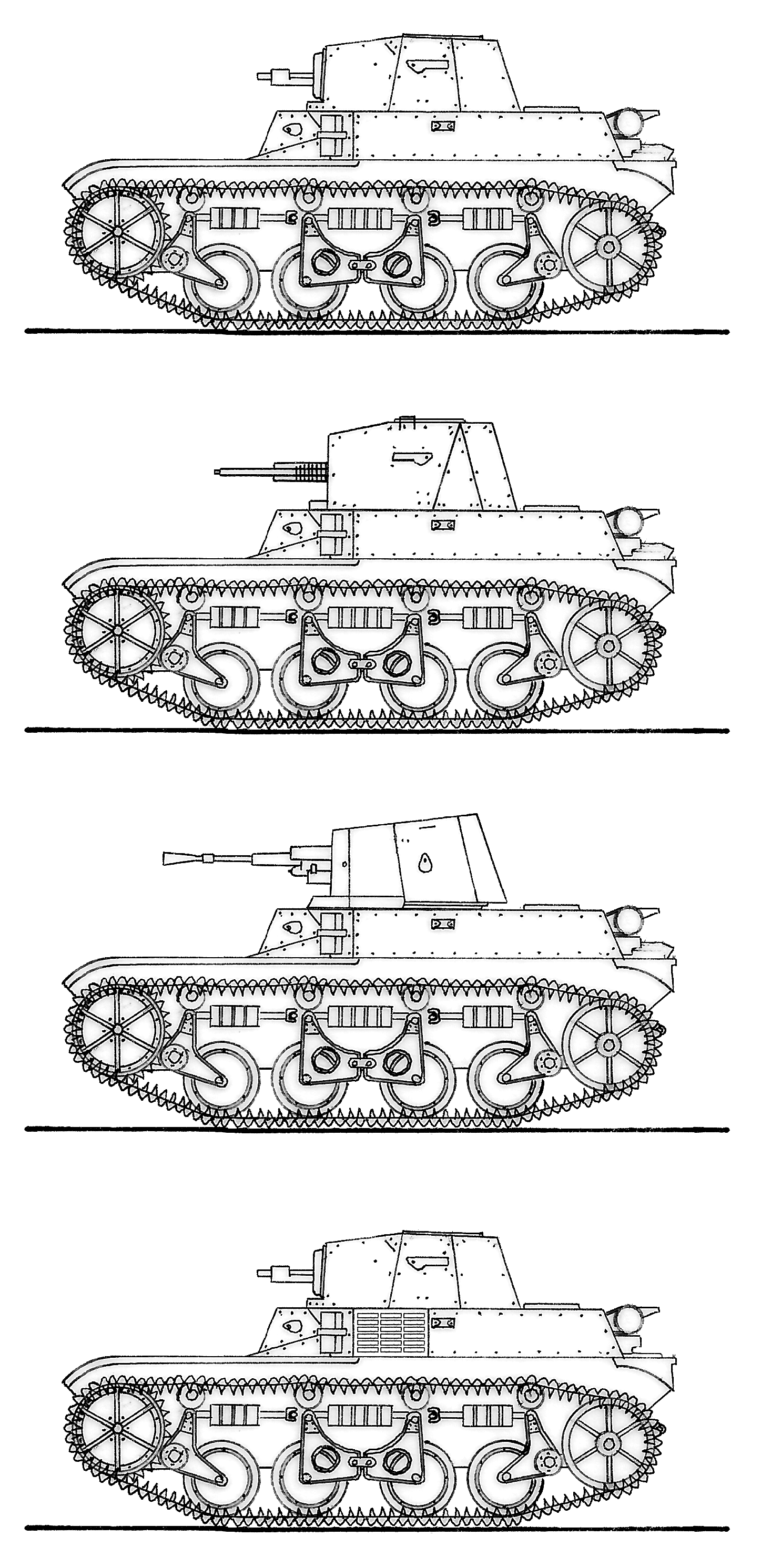
De haut en bas : ZT 1 à tourelle AVIS no 1 (mitrailleuse de 7.5 mm), ZT 1 à tourelle AVIS no 2 (mitrailleuse de 13.2 mm), ZT 2 (canon antichar de 25 mm) et ZT 4 à tourelle AVIS no 1.

- Type ZT 1 (167 produites au total[9])
  - Modèle avec la tourelle AVIS no 1 armée d'une mitrailleuse de 7,5 mm modèle 1931 type cavalerie, et équipés d'un support de tir contre avions, pour une seconde mitrailleuse modèle 1931[2]
    - Avec poste radio ER 29[11] : 57 commandées entre 1934 et 1936[7]
    - Sans radio : 30 commandées en 1936[7]

  - Modèle avec la tourelle AVIS no 2, armée d'une mitrailleuse de 13,2 mm modèle 1930[12]
    - 80 commandées en 1934[7]
- Type ZT 2, avec la tourelle APX 5 armée d'un canon APX SAL 35 et d'une mitrailleuse modèle 1931[13]
  - 10 commandées en 1936[7]

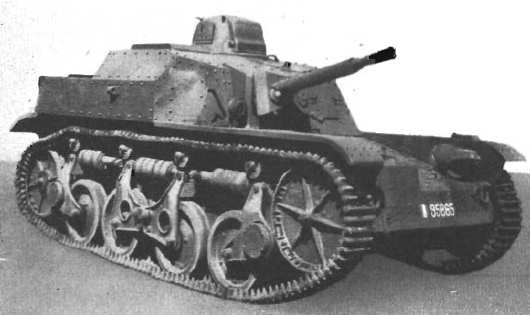
AMR 35 ZT 3

- Type ZT 3, avec un canon APX SAL 35 en casemate et mitrailleuse modèle 1931[14]
  - 10 commandées en 1936[7]
- Type ADF1, version de commandement avec deux radios ER 26 ter et ER 29[N 1], à trois hommes d'équipage (pilote, officier et opérateur radio) et un fusil-mitrailleur de 7,5 mm modèle 1924 modifié 29 en tourelle[15]
  - 13 commandées en 1934 et 1936[7]
- Type ZT 4, version destinée au colonies[16]
  - Modèle avec une tourelle de char FT armée d'un canon de 37 mm SA 18
    - 12 commandées en 1936[16], une seule testée en 1938 avec une tourelle[17]

  - Modèle avec une tourelle de char FT armée d'une mitrailleuse de 8 mm
    - 6 commandées en 1936[16]

  - Modèle avec une tourelle AVIS no 1 armée d'une mitrailleuse de 7,5 mm modèle 1931
    - 34 commandées entre 1936 et 1938[16], certaines terminées pour les Allemands avec leur tourelle[17]

  - Modèle sans tourelle, équipé d'un fusil-mitrailleur de 7,5 mm modèle 1924 modifié 29
    - Quelques exemplaires réalisés en juin 1940 à partir des précédents modèles dont la tourelle n'a pas être montée [17]
- Char aérotransportable : projet de char léger transportable par avion, jamais réalisé[18]
- Type YS, blindé de commandement, produit à dix exemplaires
- Type YS2, blindé d'observation d'artillerie, produit en un seul exemplaire.
- Type ZB, char léger proche de l'AMR 35 et vendu à la Chine

## Service

### Dans les unités
En 1936, les AMR 35 sont destinées lors de leur livraison à rejoindre les escadrons d'automitrailleuses des bataillons de dragons portés des divisions légères mécaniques, bien que d'autres régiments de cavalerie reçoivent quelques AMR 35 en test jusqu'en 1937. Les AMR ZT 2 et 3 à canon de 25 sont destinées à servir dans les groupes de reconnaissances de division d'infanterie motorisés (GRDI), et peut-être également en soutien antichar des ZT 1 des dragons portés.
L'AMR ZT 1 entre en service à partir de décembre 1936, avec des problèmes de conception non réglés. Les AMR retournent chez Renault qui les révisent jusqu'en août 1937. À l'automne 1938, 18 AMR doivent à nouveau être renvoyées chez Renault pour révision.

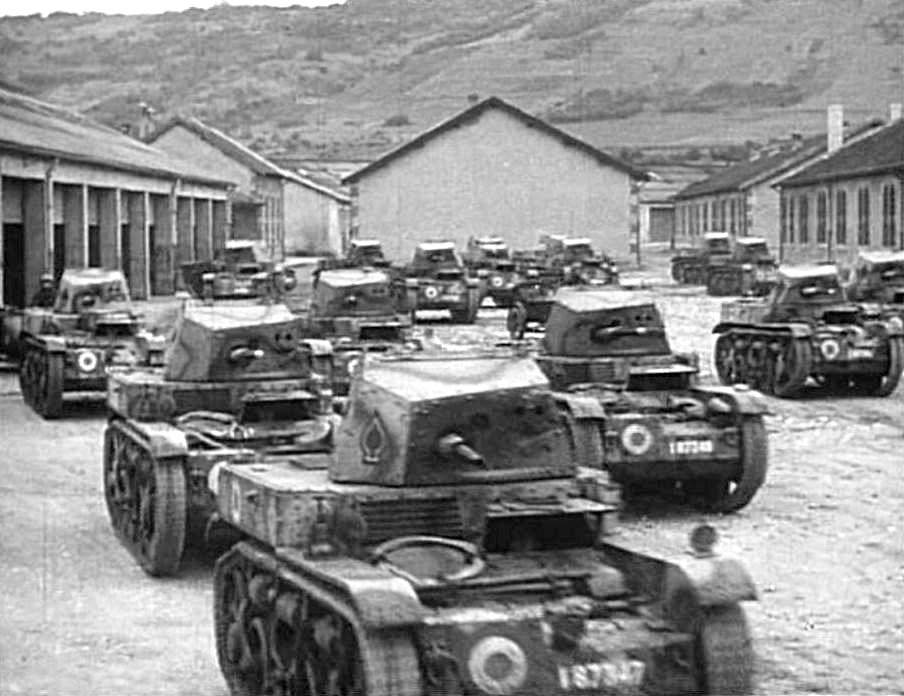
AMR 35 ZT 1 à tourelle AVIS no 2 du 4e RDP en 1940.

Fin août 1939, les AMR 35 sont en service dans trois unités :
- 4e régiment de dragons portés (1re DLM) :
  - 2 escadrons, soit en théorie 40 ZT 1 et 2 ADF 1
  - 20 ZT 1 et 1 ADF 1 en réserve pour former un escadron en cas de mobilisation
- 1er régiment de dragons portés (2e DLM) :
  - 2 escadrons, soit en théorie 40 ZT 1 et 2 ADF 1
  - 20 ZT 1 et 1 ADF 1 en réserve
- 1er groupe d'automitrailleuses (1re division de cavalerie, destinée à devenir une DLM) :
  - 2 escadrons, soit en théorie 40 ZT 1 et 2 ADF 1
- Les 7 ZT 1 et 5 ADF 1 restants sont en réserve dans les écoles et parcs de matériel.

Début 1940, la 1re division de cavalerie ne devient pas une DLM mais la 1re division légère de cavalerie. Les AMR 35 sont alors réparties ainsi à la veille de l'attaque allemande en mai 1940 :
- 4e régiment de dragons portés (1re DLM) :
  - 3 escadrons : 66 ZT 1 et 3 ADF 1
- 1er régiment de dragons portés (2e DLM) :
  - 3 escadrons : 66 ZT 1 et 3 ADF 1
- 5e régiment de dragons portés (1re division légère de cavalerie)
  - Deux demi-escadrons : 22 ZT 1
- 1er, 3e, 4e, 6e et 7e GRDI : 2 ZT 2 et 2 ZT 3 par GRDI[21]
- Les 13 ZT 1 et 7 ADF 1 restants sont en réserve dans les écoles et parcs de matériel.

Les AMR ZT 4 sont commandées par le ministère des colonies pour remplacer les vieux chars Renault FT en service en Chine et en Indochine. Un premier lot est terminé en mai 1940 mais les autres sont encore stockées sans tourelles.

### Pendant la bataille de France
Le 5e RDP perd toutes ses AMR entre le 14 et le 17 mai 1940. Les 4e et 1er RDP perdent leurs AMR dans la bataille de Belgique puis le repli jusqu'à Dunkerque,,.
En juin 1940, le 1er RDP reconstitué (2e DLM) et le 4e régiment d'automitrailleuses (7e DLM) perçoivent les dernières AMR 35 ZT 1 qui étaient disponibles en réserve, ainsi que les ZT 4 dotées d'une tourelle. Des AMR ZT 4 sans tourelles seront mises en service avec un fusil-mitrailleur pendant le mois de juin.

### Utilisation par les Allemands

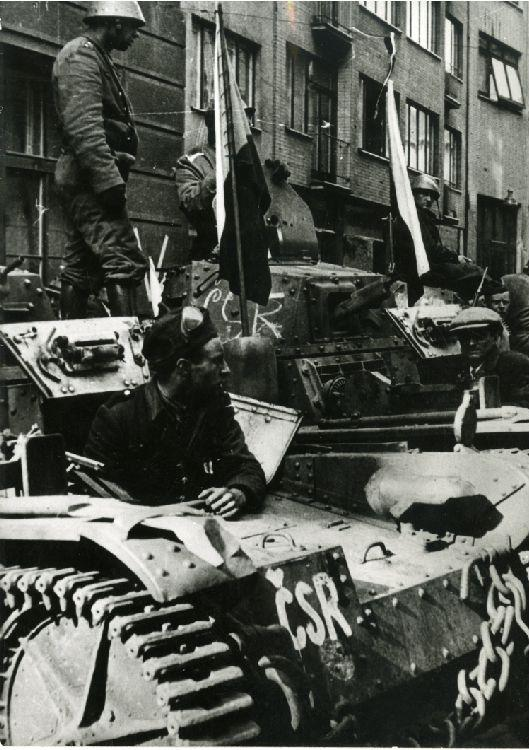
AMR 35 ex-allemandes à Prague le 6 mai 1945.

Les Allemands capturent un certain nombre d'AMR 35 et les utilisent sous le nom de Panzerspähwagen ZT 702 (f)[réf. souhaitée]. Ils font notamment monter les tourelles AVIS construites en juin 1940 sur les ZT 4. Des AMR 35 sont transformées en porte-mortier ou en véhicules d'observation d'artillerie. Quelques ZT 4 à tourelle AVIS seront capturées et utilisées par les insurgés tchèques à Prague en mai 1945.

## Dans la culture populaire

### Jeu vidéo

#### World of tanks
- L'AMR 35 (ZT2) est jouable et est classé comme un char léger premium français de rang II.

#### War Thunder
- L'AMR 35 ZT3 est jouable et est classé comme un chasseur de char français de rang I, avec une côte de bataille de 1.